# 保罗·汪戴尔
保罗·汪戴尔（德語：Paul Wandel，1905年2月16日—1995年6月3日），东德政治家外交官，曾任东德驻华大使等职务。